# هارولد ويلسون (مجدف)
هارولد ويلسون (بالإنجليزية: Harold Wilson)‏ هو مجدف أمريكي، ولد في 25 يناير 1903 في واشنطن في الولايات المتحدة، وتوفي في 2 مايو 1981 في بيتش هافن في الولايات المتحدة.

## وصلات خارجية
- هارولد ويلسون على موقع الاتحاد الدولي للتجديف (الإنجليزية)
- هارولد ويلسون على موقع اللجنة الأولمبية الدولية (الإنجليزية)
- هارولد ويلسون على موقع أوليمبيديا (الإنجليزية)